# Kościół św. Barbary w Jaworze
Kościół pomocniczy św. Barbary – kościół pomocniczy w mieście Jawor, położony przy ulicy Lipowej, obecnie kaplica pogrzebowa.

## Historia
Pierwsze wzmianki o istnieniu w tym miejscu świątyni chrześcijańskiej pod wezwaniem św. Barbary, pochodzą z połowy XIII wieku, gdy proboszcz Bartłomiej odprawił nabożeństwo żałobne w pierwszą rocznicę śmierci Henryka II Pobożnego w bitwie pod Legnicą. Oznaczałoby to, że była to pierwsza świątynia w Jaworze, przed kościołem św. Marcina. Później służyła jako kaplica szpitalna oraz, w latach 1564-1651 (gdy kościołem św. Marcina gospodarowała gmina ewangelicka) jako magazyn.
W 1776 kaplica spłonęła podczas pożaru, który strawił dwie trzecie miasta. W 1786 roku budowlę odbudowano, nadając jej obecny kształt. W latach 1846–1944 pełniła funkcję kaplicy pogrzebowej dla mniejszości katolickiej Jawora. Aktualnie kościół należy do parafii św Marcina, jego ostatni remont odbył się w 1987 roku i od tego czasu pełni funkcję kaplicy pogrzebowej.

## Architektura
Kościół jest budowlą jednonawową, zbudowaną na planie prostokąta. Fasada składa się z dwóch kondygnacji: dolnej, sięgającej do stropu, w której znajduje się nisza z figurą św. Barbary, oraz górnej, którą wieńczy szczyt udekorowany pilastrami i gzymsami.
Najcenniejszym elementem wyposażenia jest 3-kondygnacyjny ołtarz renesansowy.